# 門原かおる
門原 かおる（かどはら かおる、1970年5月25日 - ）は、日本の元女子サッカー選手。元サッカー日本女子代表。現役時代のポジションはミッドフィールダー。

## 来歴
松下電器LSC・バンビーナでプレー。1994年の第6回日本女子サッカーリーグでは、ベストイレブンにも選出された。
1993年12月の1993 AFC女子選手権で代表に選出された。12月4日の大会初戦、チャイニーズタイペイ代表との試合でデビューした。この大会では4試合に出場し、日本は3位となった。1994年には母国・広島開催となった1994年アジア競技大会にも出場。1試合の出場だったが、日本は準優勝した。1995年には、1995 FIFA女子ワールドカップのメンバーに選出された（試合出場は無し）。1995 AFC女子選手権では2試合に出場し、準優勝した。1996年アトランタオリンピックにも1試合に出場した。1996年まで通算で12試合に出場し、1得点した。

## 代表歴
- 1993年12月4日 - 日本女子代表初出場 -  チャイニーズタイペイ戦 (1993 AFC女子選手権、マレーシア・クチン)
- 1993年12月8日 - 日本女子代表初得点 -  香港戦 (1993 AFC女子選手権、マレーシア・クチン)

### 出場大会など
- 1993 AFC女子選手権（3位）
- 1995 AFC女子選手権（準優勝）
- 1994年アジア競技大会（準優勝）
- 1995 FIFA女子ワールドカップ
- 1996年アトランタオリンピック

### 試合数
| 日本代表 | 国際Aマッチ | 国際Aマッチ |
| 年       | 出場        | 得点        |
| -------- | ----------- | ----------- |
| 1993     | 4           | 1           |
| 1994     | 2           | 0           |
| 1995     | 2           | 0           |
| 1996     | 4           | 0           |
| 通算     | 12          | 1           |

- 出典: なでしこジャパン（日本女子代表）試合別出場記録[2]

### 出場
| #  | 開催日         | 開催地                   | 会場                           | 相手                 | 結果        | 監督   | 大会               |
| -- | -------------- | ------------------------ | ------------------------------ | -------------------- | ----------- | ------ | ------------------ |
| 1  | 1993年12月04日 | クチン                   |                                | チャイニーズタイペイ | ○6-1        | 鈴木保 | アジア選手権       |
| 2  | 1993年12月08日 | クチン                   |                                | 香港                 | ○4-0        | 鈴木保 | アジア選手権       |
| 3  | 1993年12月10日 | クチン                   |                                | 中国                 | ●1-3        | 鈴木保 | アジア選手権       |
| 4  | 1993年12月12日 | クチン                   |                                | チャイニーズタイペイ | ○3-0        | 鈴木保 | アジア選手権       |
| 5  | 1994年08月21日 | ドブニッツア             |                                | オーストリア         | ○1-0        | 鈴木保 | スロバキア国際大会 |
| 6  | 1994年10月10日 | 広島県                   | 福山市竹ヶ端運動公園陸上競技場 | 中国                 | △1-1        | 鈴木保 | アジア大会         |
| 7  | 1995年09月22日 | コタ・キナバル           |                                | 韓国                 | ○1-0        | 鈴木保 | アジア選手権       |
| 8  | 1995年09月25日 | コタ・キナバル           |                                | インド               | ○6-0        | 鈴木保 | アジア選手権       |
| 9  | 1996年05月18日 | ワシントン               |                                | カナダ               | △0-0(PK4-3) | 鈴木保 | US女子カップ       |
| 10 | 1996年05月29日 | 福岡県                   | 東平尾公園博多の森球技場       | デンマーク           | ●3-4        | 鈴木保 | 国際親善試合       |
| 11 | 1996年07月10日 | フォート・ローダーデール |                                | オーストラリア       | △2-2        | 鈴木保 | 国際親善試合       |
| 12 | 1996年07月25日 | ワシントン               |                                | ノルウェー           | ●0-4        | 鈴木保 | オリンピック       |

### ゴール
| # | 開催年月日    | 開催地 | 対戦国 | 勝敗  | 試合概要           |
| - | ------------- | ------ | ------ | ----- | ------------------ |
| 1 | 1993年12月8日 | クチン | 香港   | ○ 4-0 | 1993 AFC女子選手権 |

## タイトル

### 個人
日本女子サッカーリーグ ベストイレブン: 1回 (1994年)